# قصه‌های وحشت
قصه‌های وحشت (انگلیسی: Tales of Terror) یک فیلم فانتزی ترسناک و معمایی به کارگردانی راجر کورمن محصول سال ۱۹۶۲ است که بر پایهٔ داستان‌کوتاه‌هایی از ادگار آلن پو ساخته شد. از بازیگران آن وینسنت پرایس، پیتر لوره، بازیل رتبون، دبرا پاجت و جویس جیمسون را می‌توان نام برد.